# Koróvie
Koróvie (en rus: Коровье) és un poble de l'óblast d'Astracan, a Rússia, segons el cens del 2010 tenia 157 habitants.